# Eschborn-Francoforte 2022
La Eschborn-Francoforte 2022, cinquantanovesima edizione della corsa e valida come diciannovesima prova dell'UCI World Tour 2022 categoria 1.UWT, si svolse il 1º maggio 2022 su un percorso di 185 km, con partenza da Eschborn e arrivo a Francoforte sul Meno, in Germania. La vittoria fu appannaggio dell'irlandese Sam Bennett, che completò il percorso in 4h27'52", alla media di 41,439 km/h, precedendo il colombiano Fernando Gaviria e il norvegese Alexander Kristoff.
Sul traguardo di Francoforte sul Meno 116 ciclisti, su 131 partiti da Eschborn, portarono a termine la competizione.

## Squadre e corridori partecipanti
| N.    | Cod. | Squadra                  |
| ----- | ---- | ------------------------ |
| 1-7   | AFC  | Alpecin-Fenix            |
| 11-17 | DSM  | Team DSM                 |
| 21-27 | IWG  | Intermarché-Wanty-Gobert |
| 31-37 | BOH  | Bora-Hansgrohe           |
| 41-47 | TBV  | Bahrain Victorious       |
| 51-56 | UAD  | UAE Team Emirates        |
| 61-67 | IPT  | Israel-Premier Tech      |
| 71-77 | EFE  | EF Education-EasyPost    |
| 81-87 | UXT  | Uno-X Pro Cycling Team   |
| 91-97 | COF  | Cofidis                  |

| N.      | Cod. | Squadra                   |
| ------- | ---- | ------------------------- |
| 101-107 | ARK  | Team Arkéa-Samsic         |
| 111-117 | ACT  | AG2R Citroën Team         |
| 121-127 | TEN  | TotalEnergies             |
| 131-137 | LTS  | Lotto Soudal              |
| 141-147 | SVB  | Sport Vlaanderen-Baloise  |
| 151-157 | TFS  | Trek-Segafredo            |
| 161-167 | BWB  | Bingoal Pauwels Sauces WB |
| 171-176 | BBK  | B&B Hotels-KTM            |
| 181-187 | BBH  | Burgos-BH                 |

## Ordine d'arrivo (Top 10)
| Pos. | Corridore          | Squadra       | Tempo    |
| ---- | ------------------ | ------------- | -------- |
| 1    | Sam Bennett        | Bora          | 4h27'52" |
| 2    | Fernando Gaviria   | UAE           | s.t.     |
| 3    | Alexander Kristoff | Intermarché   | s.t.     |
| 4    | Phil Bauhaus       | Bahrain       | s.t.     |
| 5    | Danny van Poppel   | Bora          | s.t.     |
| 6    | Edward Theuns      | Trek          | s.t.     |
| 7    | Arnaud De Lie      | Lotto         | s.t.     |
| 8    | Simone Consonni    | Cofidis       | s.t.     |
| 9    | Piet Allegaert     | Cofidis       | s.t.     |
| 10   | Lorrenzo Manzin    | TotalEnergies | s.t.     |